# زاروک تی‌وی
زاروک تی وی (به کردی: زارۆک تی ڤی Zarok TV) اولین ایستگاه تلویزیونی ماهواره ای ۲۴ ساعته در ترکیه برای کودکان کرد در خاورمیانه است که در ۲۱ مارس ۲۰۱۵ توسط بخش خصوصی راه اندازی شده و در دیاربکر مستقر است. برنامه‌های این کانال تلویزیونی به زبانهای کردی (کرمانجی و زازاکی و سورانی) پخش می‌شود.